# Pomnik ofiar katastrofy smoleńskiej na Cmentarzu Wojskowym na Powązkach w Warszawie
Pomnik ofiar katastrofy smoleńskiej na Cmentarzu Wojskowym na Powązkach w Warszawie – pomnik znajdujący się na Cmentarzu Wojskowym na Powązkach w Warszawie, zaprojektowany przez artystę rzeźbiarza Marka Moderaua, upamiętniający ofiary katastrofy polskiego Tu-154 w Smoleńsku, odsłonięty 10 listopada 2010 roku.

## Lokalizacja i forma pomnika

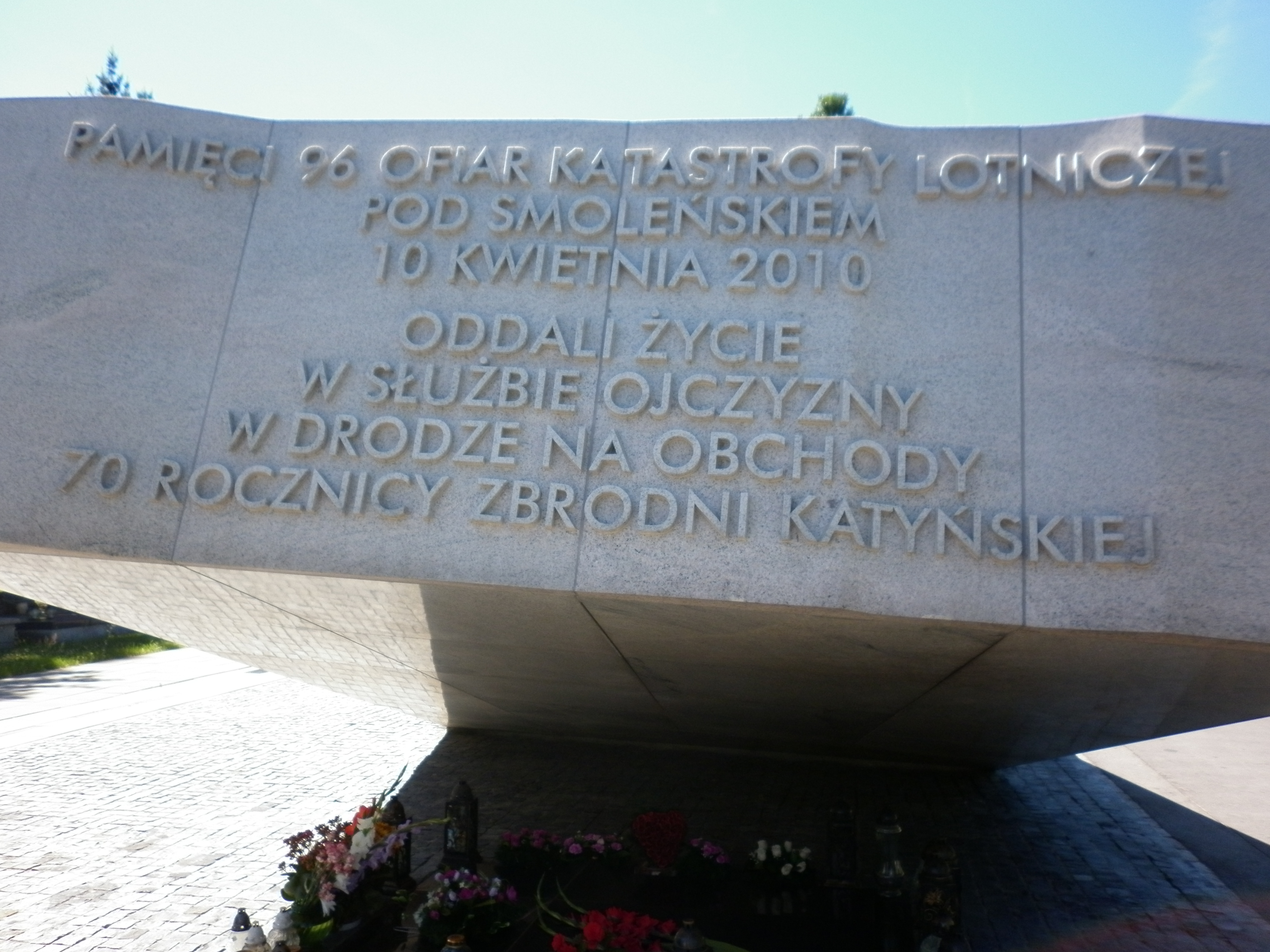
Inskrypcja upamiętniająca na ścianie pomnika

Pomnik znajduje się w tzw. Kwaterze Smoleńskiej Cmentarza Wojskowego na Powązkach, u wylotu alei Profesorskiej. Główny element monumentu to dwa żelbetowe prostopadłościany z okładzinami z białego kamienia; mają one wymiary 12 × 4 × 1 m, oraz 10 × 4 × 1 m. Oba prostopadłościany są umieszczone względem siebie w sposób, który sugeruje przełamanie jednej bryły, zapadającej się w ziemię. W miejscu „przełamania”, na bocznej ścianie jednego z prostopadłościanów, znajduje się lista 96 ofiar katastrofy w Smoleńsku, a po przeciwnej stronie, na bocznej ścianie drugiego prostopadłościanu, napis: „PAMIĘCI 96 OFIAR KATASTROFY LOTNICZEJ POD SMOLEŃSKIEM 10 KWIETNIA 2010 ODDALI ŻYCIE W SŁUŻBIE OJCZYZNY W DRODZE NA OBCHODY 70 ROCZNICY ZBRODNI KATYŃSKIEJ”.
Integralną częścią pomnika są nagrobki 28 ofiar katastrofy pochowanych w Kwaterze Smoleńskiej. Są to: gen. Andrzej Błasik, gen. Franciszek Gągor, Grażyna Gęsicka, gen. Kazimierz Gilarski, Przemysław Gosiewski, ppłk Robert Grzywna, Mariusz Handzlik, ks. Roman Indrzejczyk, kpt. Paweł Janeczek, Dariusz Jankowski, Natalia Januszko, Mariusz Kazana, Janusz Krupski, Wojciech Lubiński, Barbara Maciejczyk, Barbara Mamińska, Stefan Melak, ppor. Andrzej Michalak, mjr Dariusz Michałowski, Stanisław Mikke, por. Piotr Nosek, Andrzej Przewoźnik, Sławomir Skrzypek, Władysław Stasiak, ppor. Jacek Surówka, Aleksander Szczygło, Jolanta Szymanek-Deresz, Izabela Tomaszewska.
Pod przewieszeniem jednej z centralnych brył monumentu znajduje się czarna kamienna tablica z reliefem krzyża, przykrywająca urny z prochami osób, które pochowano w Kwaterze Smoleńskiej 10 maja 2010 roku, po zakończeniu indywidualnych pogrzebów ofiar (spopielone szczątki 11 zidentyfikowanych osób i 1 osoby niezidentyfikowanej).
Biały kamień użyty do budowy pomnika to tzw. „granit white imperial”, czyli prekambryjski gnejs pochodzący z Indii. Z kamienia tego wykonano nagrobki 4 członków załogi samolotu Tu-154M pochowanych w Kwaterze Smoleńskiej – ppłk Roberta Grzywny, ppor. Andrzeja Michalaka, Natalii Januszko i Barbary Maciejczyk; nagrobki pozostałych ofiar katastrofy są czarne lub grafitowe, wykonane z tzw. „szwedzkiego granitu”, czyli dolerytu (skały magmowej z grupy gabra) ze Skanii w Szwecji. Kwaterę wybrukowano czarną bazaltową kostką sprowadzoną z Ukrainy.

## Historia i uroczystości
Konkurs na projekt pomnika zorganizowało Biuro Architektury i Planowania Przestrzennego Urzędu m.st. Warszawy. Oceniło ono projekty architektoniczno-rzeźbiarskie 4 zaproszonych artystów: Antoniny Wysockiej-Jończak, Marka Moderaua, Dariusza Kowalskiego i Andrzeja Sołygi; wybrano do realizacji projekt autorstwa Marka Moderaua. Projekt konsultowała Rada Ochrony Pamięci Walk i Męczeństwa wraz z jej sekretarzem, Andrzejem Krzysztofem Kunertem. Budowę pomnika rozpoczęto w sierpniu 2010 roku i zakończono pod koniec października 2010 roku. Koszt inwestycji wyniósł ok. 2 mln złotych. Wykonawcą było Miejskie Przedsiębiorstwo Usług Komunalnych w Warszawie.
28 października 2010 roku w Kwaterze Smoleńskiej Dowódca Sił Powietrznych RP gen. broni pil. Lech Majewski wraz z delegacją Dowództwa Sił Powietrznych oraz 36. Specjalnego Pułku Lotnictwa Transportowego w asyście posterunków honorowych oraz sygnalisty oddał hołd lotnikom poległym w katastrofie w Smoleńsku.
Pomnik odsłonięto w dniu 10 listopada 2010 roku z udziałem prezydenta RP Bronisława Komorowskiego z małżonką, marszałka Sejmu Grzegorza Schetyny, premiera Donalda Tuska i części rodzin ofiar; poświęcenia dokonał metropolita warszawski arcybiskup Kazimierz Nycz. Okolicznościowe przemówienia wygłosili Joanna Racewicz, wdowa po Pawle Janeczku, oficerze Biura Ochrony Rządu, który zginął w katastrofie, oraz Bronisław Komorowski i prezydent Warszawy Hanna Gronkiewicz-Waltz.
W odsłonięciu pomnika nie uczestniczył Jarosław Kaczyński, który w tym czasie złożył kwiaty pod Pałacem Prezydenckim w Warszawie i przybył na Powązki wraz z kilkoma współpracownikami dopiero po zakończeniu oficjalnej uroczystości; na fakt nieobecności Jarosława Kaczyńskiego na uroczystości odsłonięcia pomnika zwracały uwagę zagraniczne media.

## Kontrowersje
Pomnik wzbudził kontrowersje przed jego odsłonięciem; część rodzin ofiar katastrofy uznała go za pozbawiony walorów estetycznych i niepotrzebny. Beata Gosiewska, wdowa po Przemysławie Gosiewskim, pochowanym w Kwaterze Smoleńskiej Cmentarza Wojskowego na Powązkach, stwierdziła, iż to pomnik władz, a nie ofiar katastrofy; zwracała ona uwagę, że projekt nie był konsultowany z rodzinami ofiar. W listopadzie 2010 roku fakt nieumieszczenia na pomniku symboli religijnych i państwowych (krzyż, godło państwowe) stał się – obok sprawy pomnika nagrobnego żołnierzy bolszewickich w Ossowie – jedną z podstaw wniosku Wojewódzkiego Komitetu Ochrony Pamięci Walk i Męczeństwa w Krakowie do ministra kultury i dziedzictwa narodowego o pilne odwołanie Andrzeja Krzysztofa Kunerta ze stanowiska sekretarza Rady Ochrony Pamięci Walk i Męczeństwa.